# Cimicodes subapicata
Cimicodes subapicata là một loài bướm đêm trong họ Geometridae.